# Бонні Рейтт
Бо́нні Лінн Рейтт (Bonnie Lynn Raitt; 8 грудня 1949, Бербанк, Каліфорнія, США) — американська співачка, авторка пісень, музикантка, композиторка, музична продюсерка, громадська діячка та філантропка.

## Життєпис
Народилась у сім'ї актора мюзиклів Джона Рейтта, який виступав у таких бродвейських хітах, як «Oklahoma!» та «Carousel». Зачарувавшись традиційним блюзом, Бонні з 12 років опановувала гру на гітарі. Однак її виконавчий талант не виявили, доки 1967 року вона під час навчання у Кембріджі, штат Массачусеттс, не почала виступати у місцевих клубах.
Музичну кар'єру Бонні Рейтт розпочала, відкриваючи концерти Джона Гаммонда, а пізніше здобула славу сольними виступами на східному узбережжі США з басистом Деном «Фрібо» Фрідбергом. Завдяки йому Рейтт потрапила під менеджерську опіку Діка Вотермана, який керував кар'єрами таких виконавців як Сон Хаус, Міссісіппі Фред Макдауелл та Сіппі Воллес. З ними й почала гастролювати, а до її дебютного альбому «Bonnie Raitt» потрапило багато творів з їх репертуару. У запису цього лонгплея взяли участь блюзмени Джуніор Веллс та А. К. Рід, проте аура поваги, що переповнювала цю роботу, змінилась на другій платівці «Give It Up» вже дуже вільним підходом до запропонованого матеріалу. На цьому альбомі можна було почути, наприклад, нові версії творів «Under The Falling Sky» Джексона Брауна та «Love Has No Pride» Еріка Каца. Завдяки цим творам Бонні Рейтт швидко почали вважати однією з найкращих білих блюзових гітаристок та вокалісток.
Під час праці над лонгплеєм «Taking My Time» Рейтт скористалась допомогою Лоуелла Джорджа та Білла Пейна з Little Feat, а представлений на ньому матеріал був ще більш диференційованим і включав динамічні твори на зразок «You've Been In Love Too Long» та традиційні балади, як «Kokomo Blues».
Чергові пропозиції Рейтт були витримані у такому ж руслі, і попри те, що альбом «Streetlights» приніс розчарування, продюсований Полом Ротчілдом лонгплей «Home Plate» підтвердив великий талант артистки. Однак Бонні Рейтт не хотіла, щоб її кар'єра розвивалась за стандартом, і вирішила всупереч загально встановленим правилам виступати у невеликих камерних залах. Здобутий альбомом «Sweet Forgiveness» успіх був доказом справжньої, незалежної від розмаху концертів, популярності співачки.
Однак вже альбом «The Glow» не зміг скористатись плодами цього вдалого періоду, і, хоча до нього потрапила дуже емоційна версія твору Мейбла Джона «Your Good Thing», більшої частини матеріалу (головним чином авторства Рейтт) бракувало розмаху, характерного для попередніх пропозицій.
Чергові платівки Рейтт «Green Light» та «Nine Lives» сподобались ще менше, і внаслідок цього після 15-річної співпраці з вокалісткою фірма «Warner Brothers» розірвала угоду. Проте 1989 рік довів, як сильно помилились ті, хто пророкував кінець кар'єри артистки. Того року Рейтт запропонувала альбом «Nick Of Time», який став однією з найвідоміших платівок, до того ж вона найкраще розкуповувалась. Рейтт отримала «Греммі». Альбом дійсно було опрацьовано до дрібниць, а гостре блюзове звучання піддали незначному корегуванню. Виданий на синглі головний твір став у США великим хітом. До продюсованого Доном Восом з Was (Not Was) чергового лонгплея "Nick Of Time" ввійшли, наприклад, твори Джона Гайтта та Бонні Гейз. У свою чергу Рейтт отримала визнання за внесок у появу альбому Джона Лі Гукера «The Healer» 1990 року.
Того ж року співачка виступила перед величезною аудиторією на стадіоні «Wembley» під час концерту на честь Нельсона Мандели. Новообраний творчий напрямок підтвердив альбом «Luck Of The Draw», що презентував матеріал авторства Пола Брейді, Джона Гайтта і самої Бонні Рейтт, який було продано у кількості понад мільйон примірників. На цій платівці артистка повною мірою виявила свою майстерність у виконанні ліричних балад, наприклад, у творі «І Can't Make You Love Me». Завдяки цим роботам Бонні Рейтт потрапила у 1990-ті на вершину популярності.
6 березня 2000 року Бонні Рейтт було введено до «Зали слави рок-н-ролу».

## Дискографія
- 1971: Bonnie Raitt
- 1972: Give It Up
- 1973: Takin' My Time
- 1974: Streetlights
- 1975: Home Plate
- 1977: Sweet Forgiveness
- 1979: The Glow
- 1982: Green Light
- 1986: Nine Lives
- 1989: Nick Of Time
- 1990: The Bonnie Raitt Collection
- 1991: Luck Of The Draw
- 1994: Longing In Their Hearts
- 1995: Road Tested
- 1998: Fundamental
- 2002: Silver Lining
- 2005: Souls Alike